# Numeración egea

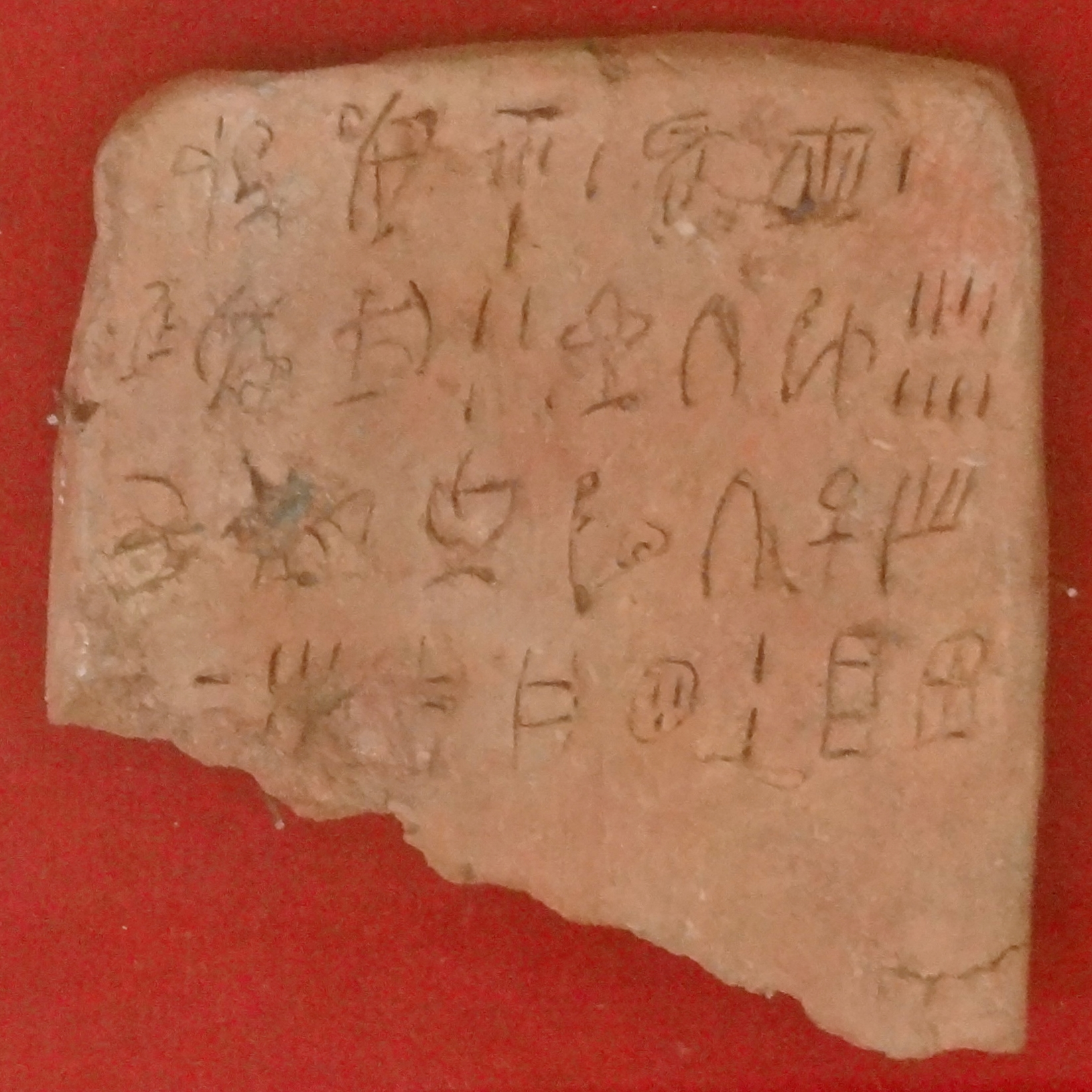
Tablilla lineal A encontrada en el Palacio de Zakros (Creta). Obsérvese el numeral 8 al final de la segunda línea.

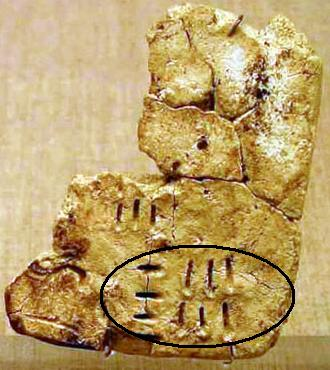
Tablilla lineal A encontrada en el Acrotiri (Santorini). Se señala el numeral 36.

La numeración egea fue el sistema de numeración utilizado por las civilizaciones minoica y micénica.  Están atestiguados en la escrituras Lineal A y Lineal B.
Es posible que  sobrevivieran en la escritura chipro-minoica en la que un solo signo con valor "100" está atestiguado hasta ahora en una gran tablilla de arcilla de Enkomi.

## Cifras
La siguiente tabla muestra una forma idealizada de los numerales usados hasta el 90 000. Las segundas filas utilizan el carácter Unicode, debido a que puede no visualizarse correctamente, debajo de este aparece una imagen de como debería visualizarse.
| 1      | 2      | 3      | 4      | 5      | 6      | 7      | 8      | 9      |
| 𐄇      | 𐄈      | 𐄉      | 𐄊      | 𐄋      | 𐄌      | 𐄍      | 𐄎      | 𐄏      |
| 1      | 2      | 3      | 4      | 5      | 6      | 7      | 8      | 9      |
| 10     | 20     | 30     | 40     | 50     | 60     | 70     | 80     | 90     |
| 𐄐      | 𐄑      | 𐄒      | 𐄓      | 𐄔      | 𐄕      | 𐄖      | 𐄗      | 𐄘      |
| 10     | 20     | 30     | 40     | 50     | 60     | 70     | 80     | 90     |
| 100    | 200    | 300    | 400    | 500    | 600    | 700    | 800    | 900    |
| 𐄙      | 𐄚      | 𐄛      | 𐄜      | 𐄝      | 𐄞      | 𐄟      | 𐄠      | 𐄡      |
| 100    | 200    | 300    | 400    | 500    | 600    | 700    | 800    | 900    |
| 1000   | 2000   | 3000   | 4000   | 5000   | 6000   | 7000   | 8000   | 9000   |
| 𐄢      | 𐄣      | 𐄤      | 𐄥      | 𐄦      | 𐄧      | 𐄨      | 𐄩      | 𐄪      |
| 1000   | 2000   | 3000   | 4000   | 5000   | 6000   | 7000   | 8000   | 9000   |
| 10 000 | 20 000 | 30 000 | 40 000 | 50 000 | 60 000 | 70 000 | 80 000 | 90 000 |
| 𐄫      | 𐄬      | 𐄭      | 𐄮      | 𐄯      | 𐄰      | 𐄱      | 𐄲      | 𐄳      |
| 10000  | 20000  | 30000  | 40000  | 50000  | 60000  | 70000  | 80000  | 90000  |

## Unicode
| Aegean Numbers Official Unicode Consortium code chart (PDF)                         |   |   |   |   |   |   |   |   |   |   |   |   |   |   |   |   |
|                                                                                     | 0 | 1 | 2 | 3 | 4 | 5 | 6 | 7 | 8 | 9 | A | B | C | D | E | F |
| U+1010x                                                                             | 𐄀 | 𐄁 | 𐄂 |   |   |   |   | 𐄇 | 𐄈 | 𐄉 | 𐄊 | 𐄋 | 𐄌 | 𐄍 | 𐄎 | 𐄏 |
| U+1011x                                                                             | 𐄐 | 𐄑 | 𐄒 | 𐄓 | 𐄔 | 𐄕 | 𐄖 | 𐄗 | 𐄘 | 𐄙 | 𐄚 | 𐄛 | 𐄜 | 𐄝 | 𐄞 | 𐄟 |
| U+1012x                                                                             | 𐄠 | 𐄡 | 𐄢 | 𐄣 | 𐄤 | 𐄥 | 𐄦 | 𐄧 | 𐄨 | 𐄩 | 𐄪 | 𐄫 | 𐄬 | 𐄭 | 𐄮 | 𐄯 |
| U+1013x                                                                             | 𐄰 | 𐄱 | 𐄲 | 𐄳 |   |   |   | 𐄷 | 𐄸 | 𐄹 | 𐄺 | 𐄻 | 𐄼 | 𐄽 | 𐄾 | 𐄿 |
| Notas Desde la versión Unicode 13.0 Las áreas grises indican segmentos no asignados |   |   |   |   |   |   |   |   |   |   |   |   |   |   |   |   |